# 清孔县
清孔县，是泰国北部清莱府的一个县，与老挝会晒相邻，中间相隔湄公河，为泰老两国的边境河。清孔县是从泰国前往老挝的一个主要中转地。清孔县城位于Wiang，依河而建。

## 行政区划
清孔县下分7乡，117个村。